# علی مسعود انصاری
علی مسعود انصاری (زاده ۲۴ نوامبر ۱۹۶۷ در رم) استاد تاریخ مدرن با گرایش خاورمیانه در دانشگاه سنت‌اندروز
اسکاتلند است، در آنجا مؤسسه ایران‌شناسی را بنیان‌گذاری کرده و مدیریت آن را هم برعهده دارد.

## تحصیلات و پیشه
انصاری لیسانسش را از کالج دانشگاهی لندن، فوق لیسانسش را از دانشگاه کینگز لندن و پی‌اچ‌دی‌اش را هم از دانشگاه مدرسه مطالعات مشرق‌زمین و آفریقای لندن گرفت.
انصاری عضو پیوسته چاتم‌هاوس و شورای اداره‌کنندگان مؤسسهٔ بریتانیایی ایران‌شناسی است.
او در کنفرانس‌ها و حوادث مربوط به ایران از جمله در مورد «مجلس جدید ایران» در بنیاد آمریکای نوین به‌طور منظم سخنرانی می‌کند. از بین نشریات دیگر مقالاتش بیشتر در گاردین، ایندیپندنت و نیواستیتس‌من منتشر می‌شود.

## افتخارات
در سال ۲۰۰۶ انصاری به عنوان همکار انجمن سلطنتی ادینبورگ و آکادمی ملی علوم اسکاتلند انتخاب شد.

## زندگی خانوادگی
انصاری پسر محمدعلی مسعود انصاری و مریم دریابیگی، دختر خالهٔ فرح پهلوی، است. او در سال ۲۰۱۰ با مرجان اسفندیاری ازدواج و پس از آن در چاتم‌هاوس جشنی برگزار کرد.

## کتاب‌های برگزیده
- Iran, Islam and Democracy: the Politics of Managing Change (2000)
- Modern Iran Since 1921: the Pahlavis and After (2003)
- Confronting Iran: The Failure of American Foreign Policy and the Roots of Mistrust (2006)
- Iran Under Ahmadinejad (2008)
- Crisis of Authority: Iran's 2009 Presidential Election (2010)
- The Politics of Nationalism in Modern Iran (2012)
- Perceptions of Iran: History, Myths and Nationalism from Medieval Persia to the Islamic Republic (2013)
- Iran: A Very Short Introduction (2014), Oxford University Press
- Iran's Constitutional Revolution of 1906 and Narratives of the Enlightenment (2016)
- These Islands: A Letter to Britain (2018)
- Modern Iran since 1797: Reform and Revolution (2019)

## لینک‌های بیشتر
- Profile at the University of St Andrews Website
- Profile at the Chatham House Website بایگانی‌شده  در ۱۷ آوریل ۲۰۱۵ توسط Wayback Machine